# Tianducheng
Tianducheng (chinês: 天 都城), também chamado de Sky City, é um conjunto habitacional nos subúrbios de Hangzhou, na província de Zhejiang, na China, que imita muitas características do design de Paris .  A construção de Tianducheng começou por volta de 2007. Sua característica central é uma réplica de 108m da Torre Eiffel e 31km2 de arquitetura, fontes e paisagismo em estilo parisiense. A região foi inaugurada em 2007 e pode acomodar mais de 10.000 residentes.  No entanto, a ocupação inicial era baixa, com cerca de 2.000 pessoas morando na cidade em 2013,  levando alguns a rotulá-la de cidade fantasma.  Em 2017, sua população havia crescido para 30.000 e o desenvolvimento foi ampliado várias vezes. Uma estação de metrô de Hangzhou na Linha 3 está estimada para abrir em 2021.

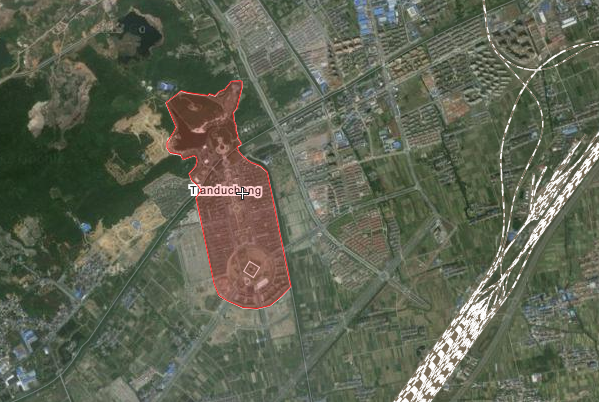
Vista Aérea de Tianducheng

## Galleria
- A replica da Eiffel Tower.
- "Champs-Élysées".
- Placa na rua "Xiangxie".
- Rua "Xiangxie" vista de longe.
- Parque Tiandu.